# Vezdaea acicularis
Vezdaea acicularis är en svampart som beskrevs av Coppins. Vezdaea acicularis ingår i släktet Vezdaea och familjen Vezdaeaceae.  Arten är reproducerande i Sverige. Inga underarter finns listade i Catalogue of Life.